# Drepanosticta sundana
Drepanosticta sundana là loài chuồn chuồn trong họ Platystictidae. Loài này được Krüger mô tả khoa học đầu tiên năm 1898.